# Alvania almo
Alvania almo är en snäckart som beskrevs av Bartsch 1911. Alvania almo ingår i släktet Alvania och familjen Rissoidae. Inga underarter finns listade i Catalogue of Life.